# Accord sur le transfert des corps des personnes décédées
L'Accord sur le transfert des corps des personnes décédées est un traité multilatéral du Conseil de l'Europe, qui exige des États signataires de simplifier, par un laisser-passer mortuaire uniforme délivré par les pays en question, les formalités pour le transport des corps des personnes décédées. A cette fin, il établit également les normes minimales pour les cercueils utilisés pour l'expédition, le transit et l'admission des corps à travers les frontières internationales.
L'accord a également pour but de remplacer et de simplifier certaines des procédures et exigences initialement établies dans la Convention internationale de 1937 sur le transport des cadavres.

## Adoption, signature et ratification

### Processus général
Il a été conclu et signé le 26 octobre 1973, à Strasbourg, France. L'accord est entré en vigueur le 11 novembre 1975.
Le 12 novembre 1974, la Norvège devient le premier pays à ratifier la convention et le dernier pays à l'avoir fait est la République tchèque, le 23 janvier 2012. Depuis 2013, il n'a été ratifié que par des états membres du Conseil de l'Europe, mais la ratification est ouverte à n'importe quel état du monde entier. 
| Signataire         | Signature  | Ratification | Entrée en vigueur |
| ------------------ | ---------- | ------------ | ----------------- |
| Allemagne          | 27/06/1974 |              |                   |
| Andorre            | 18/05/2006 | 09/02/2007   | 10/03/2007        |
| Autriche           | 28/09/1977 | 10/07/1978   | 11/08/1978        |
| Belgique           | 21/11/1973 | 25/09/1981   | 26/10/1981        |
| Chypre             | 14/01/1974 | 01/08/1975   | 11/11/1975        |
| Espagne            | 21/03/1989 | 18/03/1992   | 19/04/1992        |
| Estonie            | 06/12/2001 | 06/12/2001   | 07/01/2002        |
| Finlande           |            | 14/02/1989   | 15/03/1989        |
| France             | 09/09/1999 | 09/05/2000   | 10/06/2000        |
| Grèce              | 11/02/1982 | 07/04/1983   | 08/05/1983        |
| Islande            | 10/10/1975 | 10/10/1975   | 11/11/1975        |
| Lettonie           | 05/12/1996 | 05/12/1996   | 06/01/1997        |
| Lituanie           | 12/02/2008 | 10/08/2009   | 11/09/2009        |
| Luxembourg         | 27/11/1973 | 21/10/1983   | 22/11/1983        |
| Moldavie           | 11/07/2002 | 13/02/2003   | 14/03/2003        |
| Norvège            | 12/11/1974 | 12/11/1974   | 11/11/1975        |
| Portugal           | 06/10/1978 | 07/07/1980   | 08/08/1980        |
| République tchèque | 08/04/2010 | 23/01/2012   | 24/02/2012        |
| Suède              | 04/10/1982 | 04/10/1982   | 05/11/1982        |
| Slovaquie          | 19/01/1996 | 19/01/1996   | 20/02/1996        |
| Slovénie           | 03/07/1997 | 05/11/1998   | 06/12/1998        |
| Suisse             | 17/12/1979 | 17/12/1979   | 18/01/1980        |
| Turquie            | 26/10/1973 | 19/12/1975   | 20/01/1976        |